# Ґондеч
Ґондеч (пол. Gądecz, нім. Gondes) — село в Польщі, у гміні Добрч Бидґозького повіту Куявсько-Поморського воєводства.
Населення — 261 особа (2011).
У 1975-1998 роках село належало до Бидгощського воєводства.

## Демографія
Демографічна структура станом на 31 березня 2011 року:
|          | Загалом | Допрацездатний вік | Працездатний вік | Постпрацездатний вік |
| -------- | ------- | ------------------ | ---------------- | -------------------- |
| Чоловіки | 124     | 23                 | 87               | 14                   |
| Жінки    | 137     | 28                 | 84               | 25                   |
| Разом    | 261     | 51                 | 171              | 39                   |